# Cantón de Lormes
El cantón de Lormes era una división administrativa francesa, que estaba situada en el departamento de Nièvre y la región de Borgoña.

## Composición
El cantón estaba formado por diez comunas:
- Bazoches
- Brassy
- Chalaux
- Dun-les-Places
- Empury
- Lormes
- Marigny-l'Église
- Pouques-Lormes
- Saint-André-en-Morvan
- Saint-Martin-du-Puy

## Supresión del cantón de Lormes
En aplicación del Decreto n.º 2014-184 de 18 de febrero de 2014, el cantón de Lormes fue suprimido el 22 de marzo de 2015 y sus 10 comunas pasaron a formar parte del nuevo cantón de Corbigny.